# NOx
У атмосферској хемији NOx је скраћеница за азот-моноксид и азот-диоксид они су главни загађивачи ваздуха. Ови гасови доприносе стварању смога и киселих киша и утичу на тропосферски озон.
NOx гасови настају од реакције азота и кисеоника током сагоревања угљоводоничних горива на високим температурама као на пример у мотору аутомобила.
NOx се не односи на азот-субоксид (N
2O); инертни оксид азота који доста мање учествује у загађењу ваздуха иако доприноси оштећењу озонског омотача.